# Tlacuatzintla
Tlacuatzintla är en ort i Mexiko.   Den ligger i kommunen Totutla och delstaten Veracruz, i den sydöstra delen av landet, 240 km öster om huvudstaden Mexico City. Tlacuatzintla ligger 899 meter över havet och antalet invånare är 229.
Terrängen runt Tlacuatzintla är kuperad åt nordväst, men åt sydost är den platt. Runt Tlacuatzintla är det ganska tätbefolkat, med 116 invånare per kvadratkilometer. Närmaste större samhälle är Huatusco de Chicuellar, 16,0 km sydväst om Tlacuatzintla. I omgivningarna runt Tlacuatzintla växer huvudsakligen savannskog.